# Leptochloa digitata
Leptochloa digitata är en gräsart som först beskrevs av Robert Brown, och fick sitt nu gällande namn av Karel Domin. Leptochloa digitata ingår i släktet spretgräs, och familjen gräs. Inga underarter finns listade i Catalogue of Life.